# Río Baiguate (vattendrag i Dominikanska republiken, La Vega)
Río Baiguate är ett vattendrag i Dominikanska republiken.   Det ligger i provinsen La Vega, i den centrala delen av landet, 90 km nordväst om huvudstaden Santo Domingo.